# جفرسون هال
جفرسون هال (انگلیسی: Jefferson Hall؛ زادهٔ ) یک هنرپیشه اهل انگلستان است.
از فیلم‌ها یا برنامه‌های تلویزیونی که وی در آن نقش داشته است می‌توان به جنگ ستارگان: نیرو برمی‌خیزد، وایکینگ‌ها اشاره کرد.